# 迈赫迪·拉岑
迈赫迪·拉岑（阿拉伯语：مدحي لحسن，1984年5月15日—）是一名法国出生的阿尔及利亚足球运动员，司职防守中场。

## 俱乐部生涯
拉岑出生在法国巴黎，父亲是阿尔及利亚人，母亲是意大利人。 由于和拉华尔和瓦朗斯的队友合作顺利，他开始了职业生涯。在2005–06球季，他搬到西班牙居住加入阿拉维斯竞技，一支最终在球季完结后被降级的球队。他首次在西班牙足球甲级联赛亮相是在2005年10月15日对比利亞雷阿爾的一场比赛，最终在主场战平比利亚雷亚尔1-1。
在西班牙足球乙级联赛打滚了两个球季后，由于他对巴斯克地区甚无发展机会感到无趣，便在2008年8月15日转投桑坦德竞技，新合约为期3年。在整个2008–09球季，他都在和新加盟的法国足球运动员彼得·卢辛争夺球队的一哥地位。
在2009–10球季中取得联赛的第16名后，拉岑成了球队的一哥（因为卢辛在外借一年后回到皇家萨拉戈萨）。他更在2009年12月13日对赫雷斯的一仗中演出帽子戏法，令球队主场战胜赫雷斯3–2。

## 国际赛生涯
虽然拉岑在法国出生，但由于父亲的阿尔及利亚血统使他仍然有机会代表阿尔及利亚出赛。在2006年，他应国家队领队让·米歇尔·卡瓦利的征召，出战一场加纳的友谊赛。可惜最后由于行政上的问题，拉岑仍然无法出赛。
在2009年12月12日，阿尔及利亚足球协会的主席穆罕默德·拉奥拉阿（Mohamed Raouraoua）宣布拉岑将会代表阿尔及利亚出战在安哥拉举行的2010年非洲国家杯足球赛。 然而在五天后，阿尔及利亚国家队的领队萨阿丹宣布由于拉岑的妻子怀孕，他将不会随国家队远征安哥拉。
在2010年2月12日，桑坦德竞技的网站宣布拉岑将会代表阿尔及利亚出战对塞尔维亚的一场友谊赛。在3月3日，他终于首次代表国家队上阵，可惜最后以0–3落败。
在2010年6月，拉岑代表入选代表阿尔及利亚参赛2010年世界杯足球赛的23人阵容。他在所有比赛均有上阵。在分组赛中，他和耶巴達搭档，可惜最后一球也没有进，只有和英格兰赛和0-0时才取得了一分。

## 个人
拉岑的弟弟迈克尔也是一名足球运动员，目前效力凡尔赛。